# 가미야 지이나
가미야 지이나(일본어: 神谷 千菜, 2001년 3월 19일 ~ )는 일본의 여자 축구 선수이다.

## 구단 경력
2021년 나데시코 리그의 러브리지 나고야에 입단하였다. 2024년 WE리그의 닛테레 벨레자로 이적했다.

## 국가대표팀 경력
그녀는 2018년 FIFA U-17 여자 월드컵에 참가할 일본 U-17 국가대표팀에 발탁되었으며, 3경기에 출전했다.